# Куненков, Серафим Иванович
Серафим Иванович Куненков (1904; Москва — неизвестно) — советский учёный-химик. Лауреат Сталинской премии III степени. Участник Великой Отечественной войны.
В 1930—1940-х годах научный сотрудник ИОНХ АН СССР.

## Биография
Родился в 1904 году в Москве.
В 1911—1916 годах работал в цирке в Москве актёром в детском представлении, торговал газетами. С 1920 по 1923 годы учился на рабфаке имени Покровского в Москве. С 1922 года по 1930 год состоял в ВЛКСМ.

### Военная деятельность
6 июля 1941 года призван в ряды народного ополчения Ухтомским РВК Московской области. Воевал в Спас-Деменском районе и под Ельней в должности бойца химвзвода. 6 октября 1941 года попал в плен, где пробыл до 23 декабря 1941 года (в Рославле, Кричеве и Могилёве). Был выписан из лагеря и направлен на работы в Гомельскую область. До 8 сентября 1943 года работал в канцелярии сельского управления д. Новая Мильча Гомельской области без должности на технической работе. С 8 сентября по 25 ноября 1943 года — в партизанском отряде имени Кирова рядовым во взводе разведки. Действовал в Полесской и Гомельской области. Участвовал в подрывах 5 автомашин и 1 эшелона противника. 31 декабря 1943 года направлен в спецлагерь в городе Подольск для спецпроверки.

## Научная деятельность
С 1923 по 1930 годы учился на химическом факультете I Московского государственного университета. С 1930 по 1931 годы работал в должности инженера в Институте строительных материалов в Москве. С 1931 по 1933 годы работал научным сотрудником в Институте химической обороны СССР в Москве. С 1934 по 1936 годы научный сотрудник в Институте имени Карпова в Москве. С 1936 по 1938 годы научный сотрудник Завода № 93 в Москве. С 1938 по 1941 годы научный сотрудник и аспирант Института общей и неорганической химии АН СССР.
В 1941 году была присуждена Сталинская премия III степени.
Автор изобретения: Установка для создания высоких давлений газа (1960).

## Сочинения
- Куненков С. И. К истории производства белящих соединений хлора. — Тр. Ин-та истории естествознания и техники АН СССР, 1960, т.30, с.301-306.
- Куненков С. И. Влияние высоких давлений на образование кристаллофосфоров и их свойства. (Доклад на IX Совещании по люминесценции и прения по докладу. Июнь 1960 г.) Изв. АН СССР. Серия физ., т. 25, № 3, 1961, с. 419—422.

## Награды и звания
- Кандидат химических наук
- Сталинская премия III степени (14 марта 1941) — за изобретение способа получения высокоактивного гипохлорита кальция.